# Kodioides
Kodioides is een geslacht van zeeanemonen uit de klasse van de Anthozoa (bloemdieren).

## Soorten
- Kodioides borleyi Walton, 1910
- Kodioides pedunculata Danielssen, 1890